# (6998) Tithonus
(6998) Tithonus es un asteroide que forma parte de los asteroides troyanos de Júpiter, descubierto el 16 de octubre de 1977 por Cornelis Johannes van Houten en conjunto a su esposa también astrónoma Ingrid van Houten-Groeneveld y el astrónomo Tom Gehrels desde el Observatorio del Monte Palomar, Estados Unidos.

## Designación y nombre
Designado provisionalmente como 3108 T-3. Fue nombrado en honor a Titono, hijo de Laomedonte y hermano de Príamo, reyes de Troya.

## Características orbitales
Tithonus está situado a una distancia media del Sol de 5,177 ua, pudiendo alejarse hasta 5,544 ua y acercarse hasta 4,809 ua. Su excentricidad es 0,071 y la inclinación orbital 1,730 grados. Emplea 4301,97 días en completar una órbita alrededor del Sol.

## Características físicas
La magnitud absoluta de Tithonus es 11,57. Tiene 27,828 km de diámetro y su albedo se estima en 0,049. 